# Obsessió maternal
Obsessió maternal (originalment en anglès, The Stranger Inside) és una pel·lícula de thriller estatunidenca del 2016, dirigida i escrita per Danny J. Boyle. La història relata els problemes als quals s'enfronta una parella davant de la impossibilitat de tenir fills. Entre els intèrprets, compta amb Sofia Milos, Kelly Sullivan, Gabriel Hogan i Laura Hand. El 16 d'abril de 2022 es va estrenar el doblatge en català a TV3.

## Sinopsi
La Layla i el Nate voldrien tenir un fill i, com que no se'n surten, van a la clínica de fertilitat de la doctora Hartlin. Allà comencen el tractament per poder fer una fecundació artificial. Tot va bé fins que la Layla comença a tenir canvis sobtats d'humor, però la cosa es complica realment quan la doctora Hartlin intenta seduir el Nate, i després li revela el seu secret: ella va tenir una relació amb ell quan era molt jove, però el Nate la va abandonar. La doctora està ressentida amb l'home perquè li va destrossar la vida i, a més, la va deixar sense la possibilitat de tenir fills a causa d'un embaràs que va acabar molt malament.

## Repartiment
- Sofia Milos
- Kelly Sullivan
- Gabriel Hogan
- Laura Hand
- David A. Gregory
- Brooke Hogan
- Daniela Bobadilla